# NGC 1111
NGC 1111 is een spiraalvormig sterrenstelsel in het sterrenbeeld Ram. Het hemelobject werd op 2 december 1863 ontdekt door de Duitse astronoom Albert Marth.

## Synoniemen
- IC 1850
- PGC 1426583